# Erioptera iquitosensis
Erioptera iquitosensis är en tvåvingeart som beskrevs av Alexander 1946. Erioptera iquitosensis ingår i släktet Erioptera och familjen småharkrankar.
Artens utbredningsområde är Peru. Inga underarter finns listade i Catalogue of Life.